# Salden
Die Salden (Ruppia) sind die einzige Gattung in der Familie der Saldengewächse (Ruppiaceae) in der Ordnung der Froschlöffelartigen (Alismatales). Die Salden sehen grasähnlich aus. Sie wachsen in unterseeischen Wiesen, oft im Brackwasserbereich und sind dort eine wichtige Nahrungsquelle für Seevögel. Der wissenschaftliche Gattungsname Ruppia ehrt den deutschen Arzt und Botaniker Heinrich Bernhard Rupp (1688–1719).

## Beschreibung

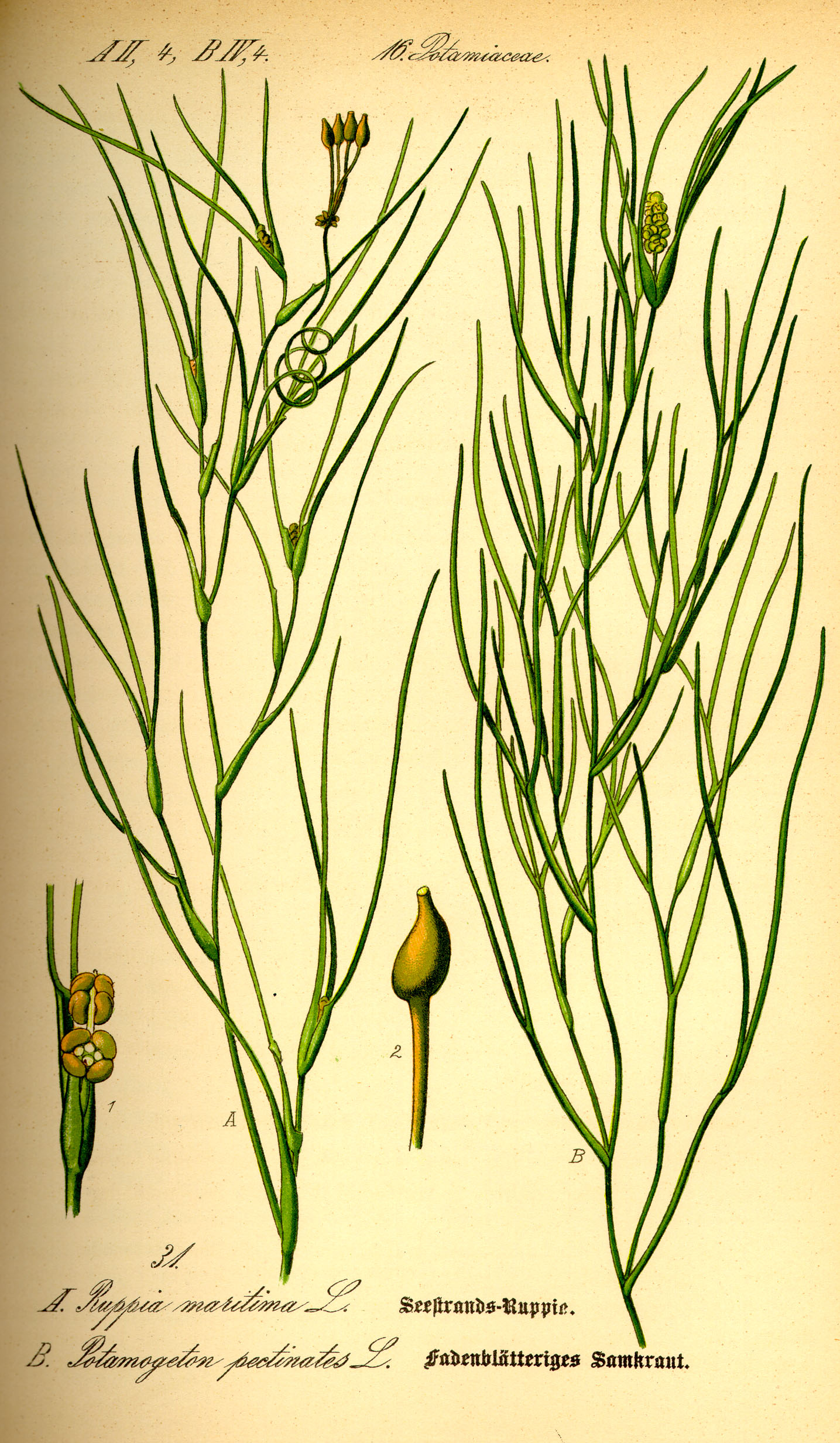
Illustration der Strand-Salde (Ruppia maritima)

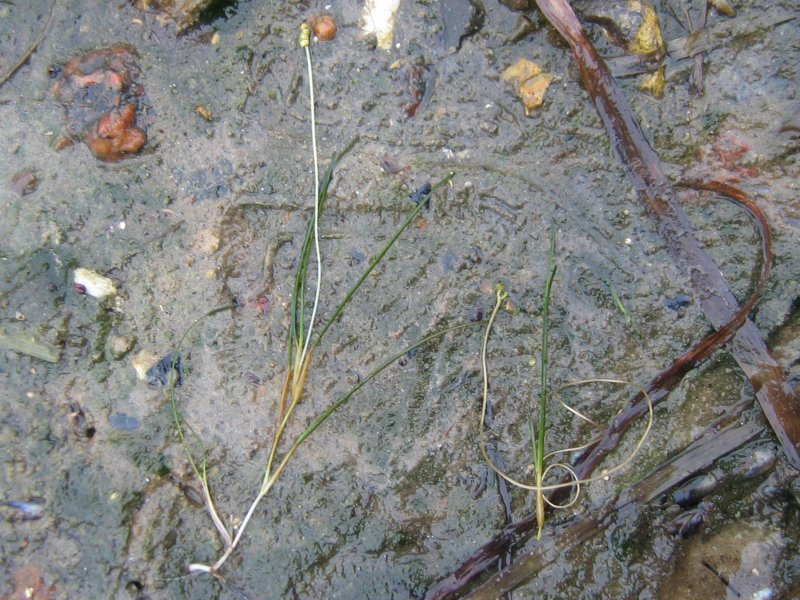
Schraubige Salde (Ruppia cirrhosa)

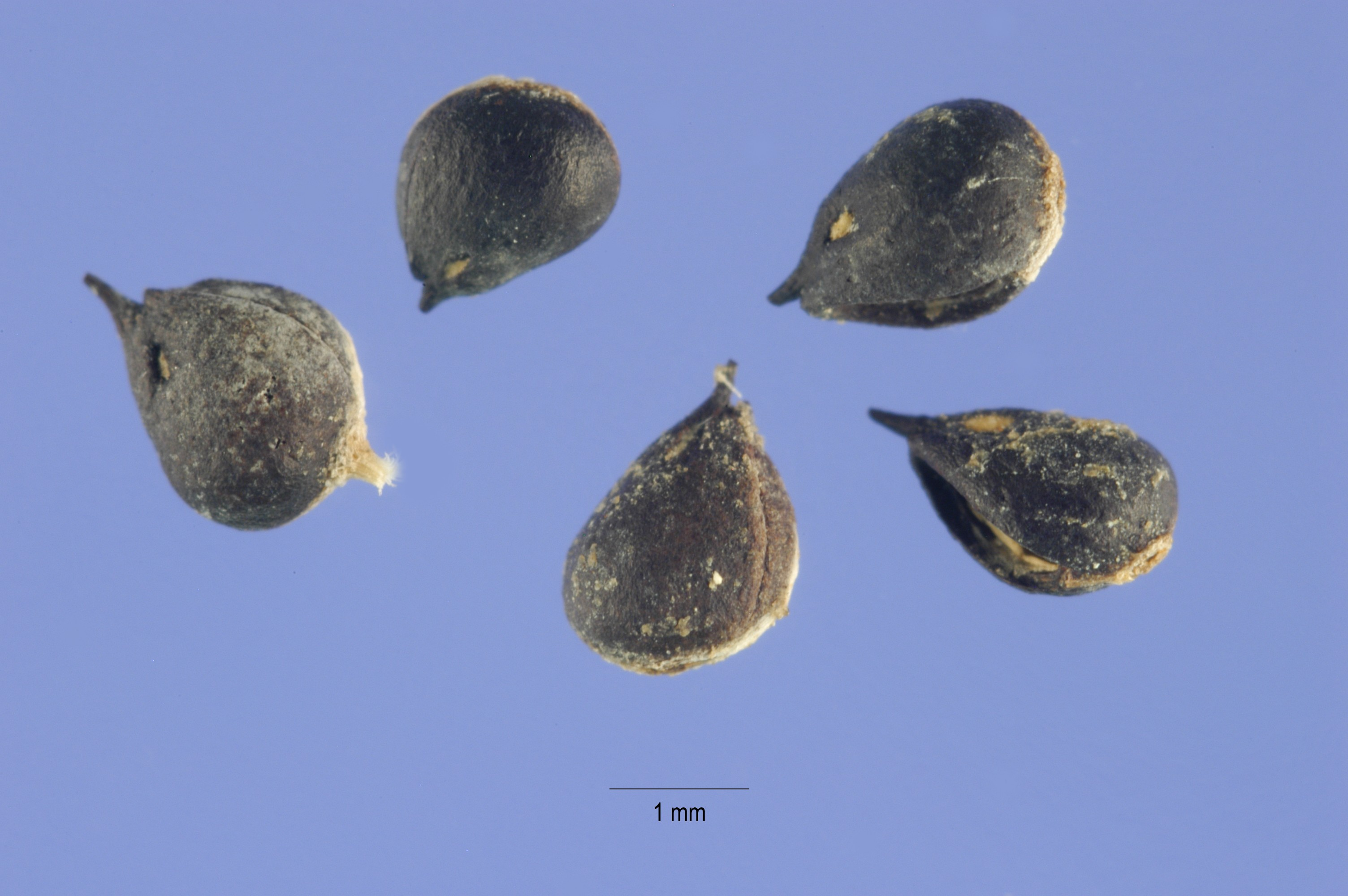
Diasporen der Strand-Salde (Ruppia maritima)

### Habitus und Laubblätter
Salden wachsen als einjährige oder ausdauernde krautige Pflanzen. Diese untergetauchten (submersen) Wasserpflanzen gedeihen in Brack- oder Meerwasser. Sie sind mit selten mit monopodialen Rhizomen, aber meist mit faserigen Wurzeln im Gewässergrund verankert. Die Internodien sind meist gut ausgebildet.
Ihre wechselständig und zweizeilig angeordneten Laubblätter sind in Blattscheide und Blattspreite gegliedert. Die schmale Blattspreite besitzt eine auffällige Mittelrippe und einen gesägten Blattrand. In der Blattachseln sind zwei Schuppen vorhanden.

### Blütenstände und Blüten
Die Blütenstandsachsen verlängern und drehen sich oft nach der Bestäubung spiralig ein. Die endständigen, kopfigen, ährigen Blütenstände besitzen eine Spatha und keine Trag- oder Deckblätter und nur zwei Blüten.
Die ungestielten, kleinen Blüten sind zwittrig. Blütenhüllblätter fehlen. Es sind nur zwei Staubblätter mit höchstens sehr kurzen Staubfäden vorhanden. Die 4 bis 16 oberständigen Fruchtblätter sind frei. Jedes Fruchtblatt enthält nur eine parietale und campylotrope Samenanlage. Es ist kein Griffel ausgebildet; die Narbe ist also sitzend.

### Früchte und Samen
Die steinfruchtartigen Früchte enthalten einen Samen. Der hängende Same besitzt kein Endosperm. Der Embryo ist gerade.

### Chromosomen
Die Chromosomen sind 0,7 bis 4,4 µm lang. Die Chromosomenzahl beträgt n = 8 oder 10–12.

## Systematik und Verbreitung
Die Gattung Ruppia ist weltweit von den gemäßigten Breiten bis in die Tropen verbreitet. In Mitteleuropa kommen nur die zwei Arten Strand-Salde (Ruppia maritima) und Schraubige Salde (Ruppia cirrhosa) natürlich vor. Sie gedeihen in Brackwasser (selten im Süßwasser) und in anderen salzhaltigen Lebensräumen.
Die Gattung Ruppia wurde 1753 durch Carl von Linné in Species Plantarum aufgestellt. Typusart ist Ruppia maritima L. Synonyme für Ruppia L. sind: Bucafer Adans., Buccaferrea P.Micheli ex Petagna, Dzieduszyckia Rehmann. Die Familie Ruppiaceae wurde 1834 durch Pawel Fjodorowitsch Gorjaninow in Primae Lineae Systematis Naturae, 46 aufgestellt.
Früher wurden die Salden (Ruppia) der Familie der Laichkrautgewächse (Potamogetonaceae) zugeordnet. Molekularbiologische Untersuchungen haben aber in neuerer Zeit zu der Erkenntnis geführt, die Salden (Ruppia) in eine eigene Familie einzuordnen. Innerhalb der Ordnung der Alismatales sind die Ruppiaceae eine Schwestergruppe der Cymodoceaceae.
Die Bestimmung und Abgrenzung der Arten ist schwierig, und so kam es zu einer Vielzahl von Synonymen. Unterarten oder Varietäten werden derzeit nicht anerkannt.
Es gibt etwa sieben (eine bis zehn) Ruppia-Arten:
- Schraubige Salde oder Spiralige Salde (Ruppia cirrhosa (Petagna) Grande, Syn.: Ruppia spiralis Dumort., Ruppia lacustris Macoun, Ruppia occidentalis S.Watson, Ruppia truncatifolia Miki): Sie ist weltweit in den gemäßigten und subtropischen Zonen weitverbreitet.[4]
- Ruppia didyma Sw. ex Wikstr. (Syn.: Ruppia anomala Ostenf.): Sie kommt nur in Mexiko und auf Inseln der Karibik vor.[4]
- Ruppia drepanensis Tineo: Sie kommt in Marokko, Algerien, Tunesien, Portugal, Spanien, Sardinien, Italien und Sizilien vor.[4]
- Ruppia filifolia (Phil.) Skottsb. (Syn.: Ruppia obtusa Hagstr.): Sie von Peru bis Argentinien einschließlich der Falkland-Inseln verbreitet.[4]
- Meeres-Salde, auch Strand-Salde oder Geschnäbelte Salde (Ruppia maritima L., Syn.: Ruppia brevipes Bertol. ex Griseb., Ruppia curvicarpa A.Nelson, Ruppia drepanensis Tineo ex G.Gussone, Ruppia obliqua Griseb. & Schenk, Ruppia pectinata Rydb., Ruppia rostellata W.D.J.Koch ex Rchb., Ruppia trichodes Durand, Ruppia salina Schur, Ruppia subsessilis Thwaites, Ruppia taquetii H.Lév., Ruppia transsilvanica Schur, Ruppia zosteroides Lojac.): Sie ist weltweit verbreitet.[4]
- Ruppia megacarpa R.Mason: Sie kommt in Neuseeland, im südöstlichen und südlichen Australien und von Russlands Fernem Osten bis Japan und China vor.[4]
- Ruppia polycarpa R.Mason: Sie kommt in Neuseeland, im südöstlichen und südlichen Australien vor.[4]
- Ruppia tuberosa J.S.Davis & Toml.: Sie kommt im westlichen und südlichen Australien vor.[4]